# Brewster (Kansas)
Brewster és una població dels Estats Units a l'estat de Kansas. Segons el cens del 2000 tenia 285 habitants.

## Demografia
Segons el cens del 2000, Brewster tenia 285 habitants, 115 habitatges, i 81 famílies. La densitat de població era de 440,2 habitants per km².
Dels 115 habitatges en un 35,7% hi vivien nens de menys de 18 anys, en un 66,1% hi vivien parelles casades, en un 3,5% dones solteres, i en un 28,7% no eren unitats familiars. En el 26,1% dels habitatges hi vivien persones soles el 17,4% de les quals corresponia a persones de 65 anys o més que vivien soles. El nombre mitjà de persones vivint en cada habitatge era de 2,48 i el nombre mitjà de persones que vivien en cada família era de 3,01.
Per edats la població es repartia de la següent manera: un 29,5% tenia menys de 18 anys, un 3,2% entre 18 i 24, un 22,5% entre 25 i 44, un 21,4% de 45 a 60 i un 23,5% 65 anys o més.
L'edat mediana era de 40 anys. Per cada 100 dones de 18 o més anys hi havia 95,1 homes.
La renda mediana per habitatge era de 34.063 $ i la renda mediana per família de 40.139 $. Els homes tenien una renda mediana de 27.917 $ mentre que les dones 24.375 $. La renda per capita de la població era de 14.562 $. Entorn del 7,4% de les famílies i l'11,1% de la població estaven per davall del llindar de pobresa.

## Poblacions més properes
El següent diagrama mostra les poblacions més properes.